# Böshorn
Das Böshorn ist ein 3268 m ü. M. hoher Berg in der Schweiz im Kanton Wallis. Der Berg gehört zu den Walliser Alpen und bildet die westliche Flanke des Simplonpasses. Das Böshorn liegt 3,5 km nördlich des Fletschhorns und bildet einen Abschnitt der Rhône-Po-Wasserscheide.

## Erreichbarkeit
Das Böshorn kann zum Beispiel vom Simplonpass über den Bistinepass in einer rund vierstündigen, anspruchsvollen Wanderung erreicht werden.

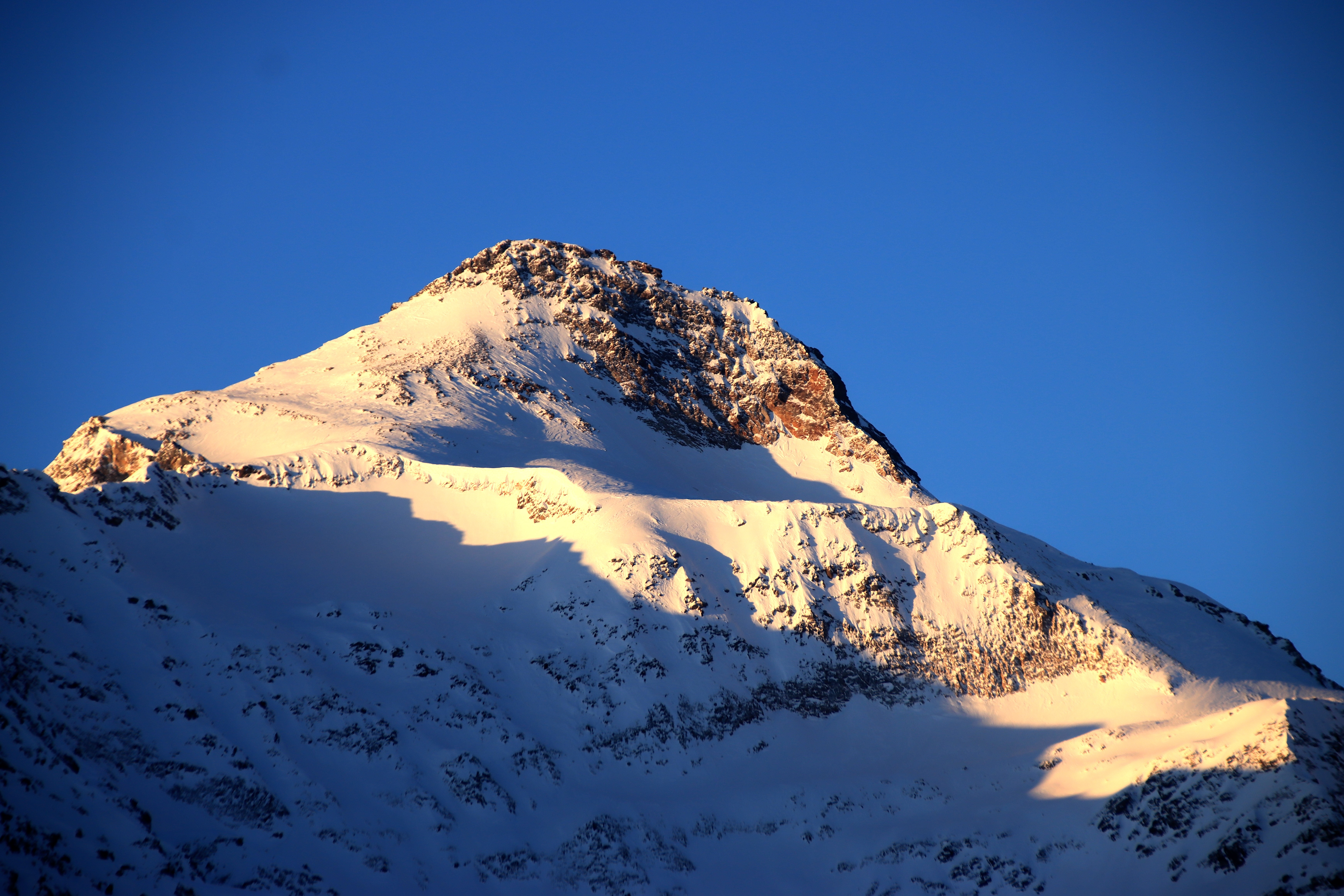
Böshorn vom Simplonpass her gesehen